# Tommy Berntsen
Tommy Berntsen (* 18. Dezember 1973 in Lørenskog) ist ein ehemaliger norwegischer Fußballspieler.

## Karriere
Berntsen begann seine Karriere bei Vålerenga IF, schaffte aber nicht den Sprung in die erste Mannschaft. Er verbrachte daraufhin die nächsten Jahre in niederen Ligen bei den lokalen Vereinen Lørenskog I.F. and Skjetten S.K. Sein Durchbruch kam 1998, als er bei Lillestrøm SK anheuerte und mit Torgeir Bjarmann eines der besten Innenverteidigerpaare der ersten Liga bildete.
2000 wechselte Berntsen für über 1,8 Mio. Euro nach Deutschland zu Eintracht Frankfurt. Seine Zeit bei den Hessen war nicht erfolgreich und von Verletzungen geprägt, er kam er auf drei Einsätze. Berntsen kehrte 2002 nach Norwegen zurück und unterschrieb bei Lyn Oslo.
Tommy Berntsen lief zweimal für Norwegen auf. Sein letztes Länderspiel war 2004 gegen Singapur.